# سان خوان (بورتوريكو)
سان خوان (بالإنجليزية: San Juan)‏ هي عاصمة وأكبر بلدية في بورتوريكو. تطل على المحيط الأطلسي في شمال شرق الجزيرة. حسب إحصاءات مكتب تعداد الولايات المتحدة للعام 2000 فقد بلغ عدد قاطنيها 433,733 نسمة ماجعلها تحتل المرتبة 42 للمدن الواقعة تحت الإدارة الأمريكية.
قام المستعمرون الإسبان بتأسيس سان خوان عام 1521 وكان اسمها حينئذ Ciudad de Puerto Rico «مدينة الميناء الغني».
وتعد عاصمة بورتوريكو ثاني أقدم مدينة قام بتأسيسها أوروبيين في الأمريكتين بعد سانتو دومينغو في جمهورية الدومنيكان، كما لا تزال العديد من المعالم التاريخية المشهورة موجودة في المدينة من بينها حصون المدينة السابقة كحصن سان فيليبي ديل مورو وحصن سان كريستوبال ولافورتالزا "La Fortaleza" وهو أقدم قصر للحكم مستخدم في الأمريكتين كما ويعد موقع تراث عالمي مسجل حسب اليونيسكو.

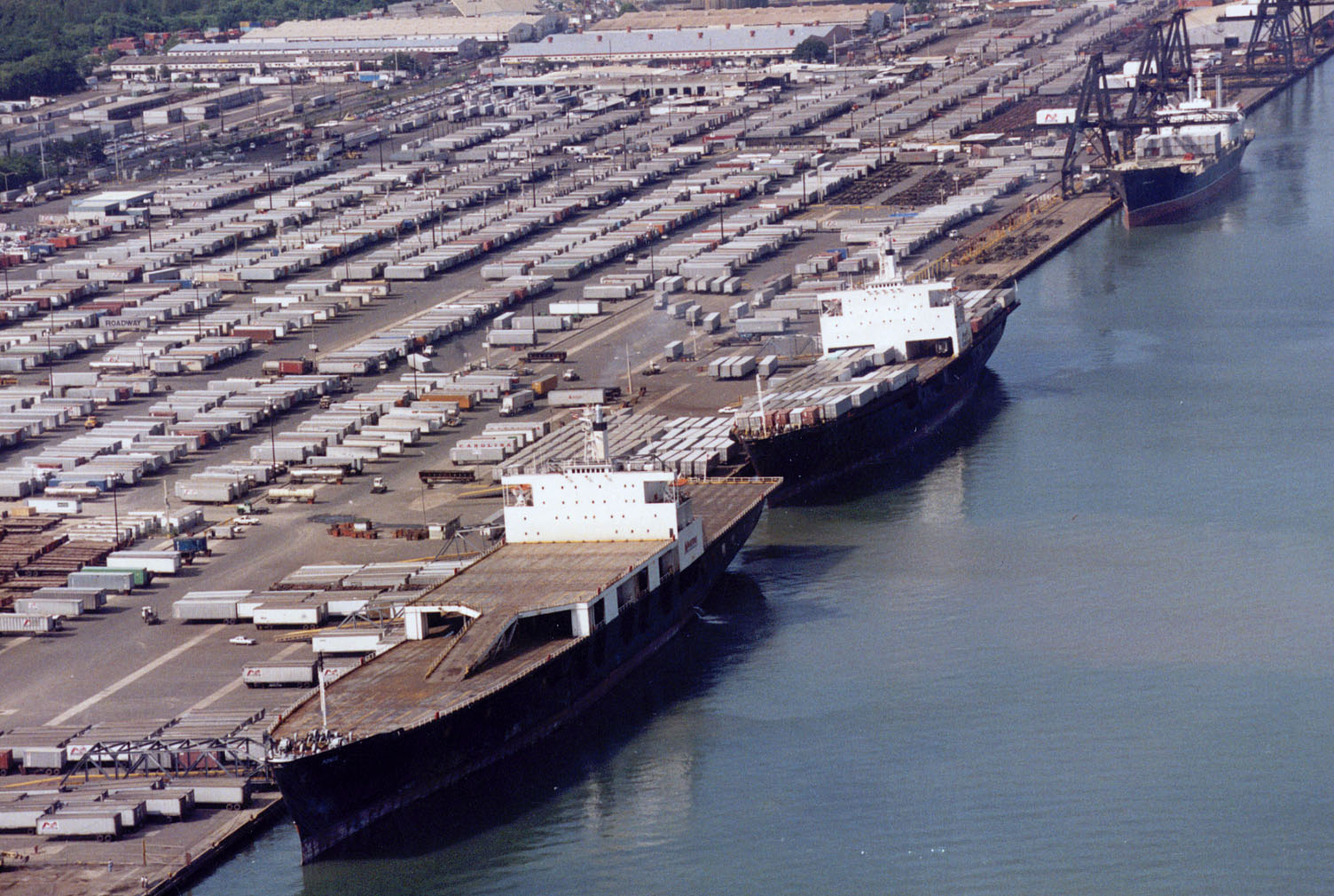
ميناء سان خوان أحد أكثر الموانئ ازدهارا في البحر الكاريبي.

تعد اليوم سان خوان أهم موانئ الجزيرة، كما أنها المركز الرئيسي للتصنيع وصناعة المال والأعمال والثقافة والسياحة. وتضم منطقة سان خوان بضواحيها بما فيها 9 بلديات مجاورة نحو مليونَي نسمة أي مامقداره نصف سكان جزيرة بورتوريكو الذين يقيمون ويعملون في هذه المنطقة.
استضافت سان خوان عدداً من النشاطات بينها دورة 1979 لألعاب عموم أمريكا، دورة 1966 لألعاب أمريكا الوسطى والكاريبي، وكذلك دورة 2009 لبيسبول كلاسيك العالمية.
أساسا كان يطلق على مدينة سان خوان تسمية بورتوريكو أو «الميناء الغني» فيما كانت تسمى الجزيرة بأسرها «جزيرة سان خوان» إلى أن تم في وقت ما استبدال تسمية العاصمة والجزيرة.

## معرض صور

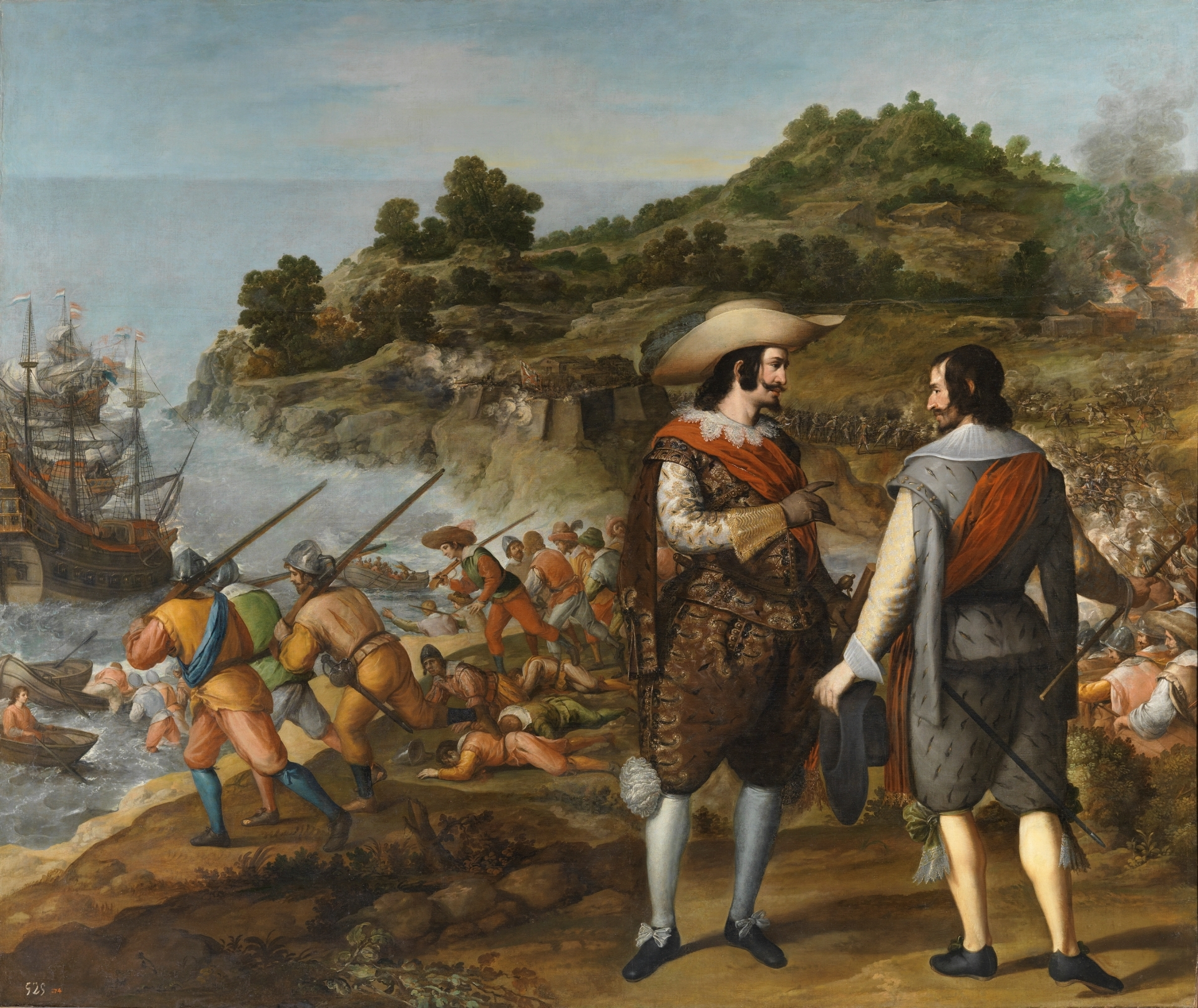
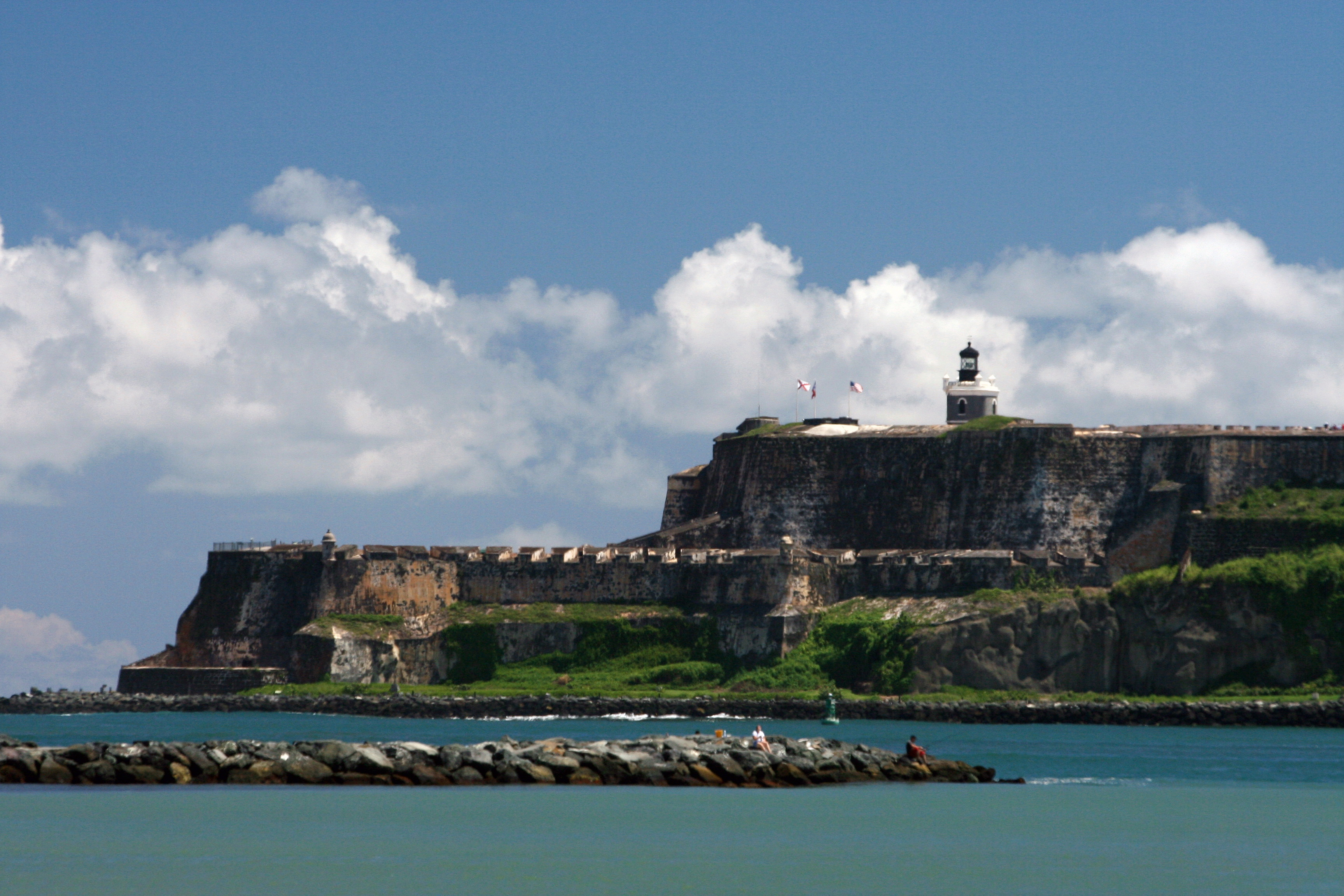
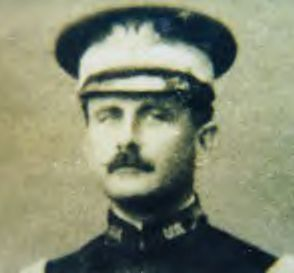
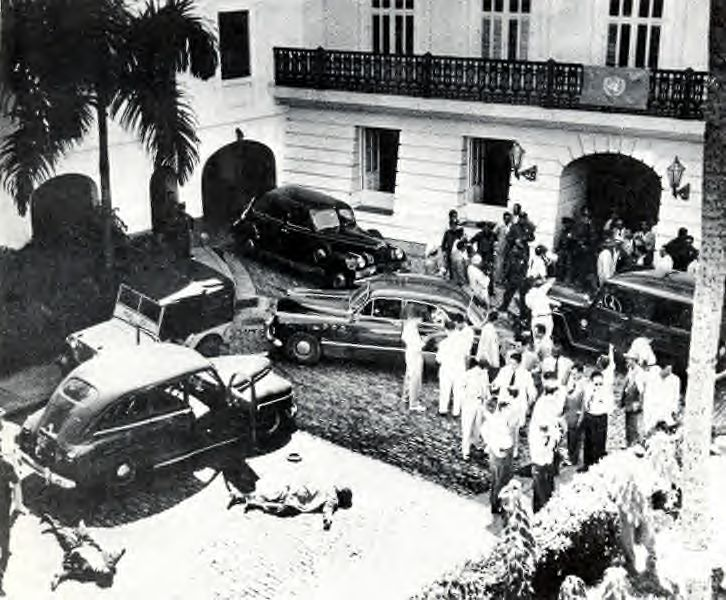

## وصلات خارجية
- موقع مدينة سان خوان